# The Gruz Brothers Band
The Gruz Brothers Band – polska grupa muzyczna złożona z części muzyków zespołu Stare Dobre Małżeństwo.

## Muzycy

### Obecny skład zespołu
- Krzysztof Myszkowski – śpiew, gitara, harmonijka, gwizd, chórki
- Ryszard Żarowski – śpiew, gitary, chórki
- Andrzej Stagraczyński – gitara basowa, instrumenty perkusyjne, chórki

### Gościnna współpraca
- Wojciech Czemplik – skrzypce
- Adam Ziemianin – recytacja
- "Wujek Kazek" – chórki

## Dyskografia
- Dymi mi z czachy (2005, CD)
- Biała gorączka (2006, CD)